# Linia kolejowa Zawolsza – Witebsk
Linia kolejowa Zawolsza – Witebsk – linia kolejowa na Białorusi łącząca stację Zawolsza i granicę państwową z Rosją ze stacją Witebsk. Jest to fragment linii Smoleńsk – Witebsk.
Linia położona jest w obwodzie witebskim.
Linia w całości jest niezelektryfikowana. W większości jest jednotorowa z wyjątkiem dwutorowego odcinka Łuczosa - Witebsk.

## Historia
Linia została otwarta w 1868 jako część Kolei Orłowsko-Witebskiej (później Kolej Rysko-Orłowska).